# مایکل اوکانر (شناگر)
مایکل اوکانر (به انگلیسی: Michael O'Connor) (زادهٔ ۲۷ آوریل ۱۹۸۴) شناگر اهل برمودا است.